# Oratorio di Nostra Signora della Neve
L'oratorio di Nostra Signora della Neve è stato un luogo di culto cattolico situato nella località di San Michele nel comune di Giustenice, in provincia di Savona.

## Storia e descrizione
Sul crinale del colle della contrada di San Michele, all'estremità opposta rispetto all'organismo principale del castello, era situato il fabbricato che ospitava le scuderie, costruito verosimilmente insieme al fortilizio. La struttura fu in seguito rimaneggiata, fino a divenire l'oratorio dei Disciplinanti tra il XV e il XVI secolo.
La confraternita ospitata - una delle più antiche della zona, forse costituita già nel XIII secolo - era unicamente maschile e partecipava alle processioni infrasettimanali e di carattere penitenziale, chiudendo il corteo. Nel corso delle manifestazioni religiose, i membri o confratelli si disponevano per due in una lunga colonna, vestiti con un saio bianco e cappuccio conico a occhiaia. I Disciplinanti erano così chiamati perché facevano uso di un antico strumento di tortura, la "disciplina", che consisteva in un gruppo di strisce metalliche, unite da una catenella, con il quale si percuotevano le spalle. Essi avevano anche il compito secondario e occasionale di un vero e proprio servizio d'ordine nel corso delle processioni.
In seguito ad un'attenta ricerca storica, effettuata presso l'archivio diocesano ad Albenga, si è constatato la quasi totale assenza di documenti afferenti alle vicende legate all'oratorio, andati dispersi probabilmente dopo lo scioglimento della Confraternita, avvenuto nel corso degli anni sessanta del XX secolo. Tuttavia, testimonia l'antica origine della compagnia un lacerto di affresco del XV secolo, rinvenuto nella navata ovest della chiesa parrocchiale di San Michele, che raffigura un confratello in preghiera, vestito con la tipica tunica e affiancato da una disciplina.
Le uniche attestazioni scritte sull'oratorio sono offerte dal libro dei conti della Confraternita, dagli atti della visita apostolica del 1585 e dalla descrizione tratta dal secentesco Sacro e Vago Giardinello (Canonico Gio. Ambrogio Paneri, Del Sacro e Vago Giardinello e succinto riepilogo Delle Raggioni delle Chiese, e Diocesi d'Albenga, in tre tomi diviso - cominciato da Pier Francesco Costa, Vescovo di Albenga, nell'anno 1624). Nel libro dei conti è possibile rilevare la più lontana data riferita all'edificio dell'oratorio di Nostra Signora della Neve, quella del 1573, segnata contestualmente alla donazione di un terreno alla Confraternita dei Disciplinanti.
Nelle cinquecentesche note del visitatore monsignor Giuseppe Mascardi, amministratore apostolico della diocesi di Ajaccio, sono analizzati diversi aspetti di conservazione e uso dell'oratorio. Mascardi segnalò tra l'altro come il tetto fosse indecentissimus et pluviosus, e come il pavimento fosse sterrato e incompiuto. Nei decreti che seguirono, si può leggere:
Invece, nel Sacro e Vago Giardinello è scritto laconicamente:
Per ultimo, dal libro dei conti si apprende che nell'anno 1777 la Confraternita deliberò una "ristorazione" completa dell'oratorio.
Le date citate, possono essere affiancate da quelle che è ancora possibile trovare su alcuni elementi architettonici dell'edificio. Al di sopra dell'altare, sul frontone in stucco, si può osservare distintamente la data 1692, probabilmente l'anno di completamento delle decorazioni barocche, promosse dal rettore sacerdote Giovanni Battista Lanfranco, come è possibile accertare nella scritta incisa sulla faccia inferiore della pietra sacra della mensa. Sulla porta d'ingresso si legge restauratum - 1804, mentre sotto le nicchie nella parete di fondo si nota scritto 1891, forse la data di un ulteriore intervento di restauro, effettuato in seguito ai danni causati dal terremoto del 1887.
A completamento del frammentario quadro storico, lo studio di alcune caratteristiche del fabbricato può aggiungere qualche indicazione. La struttura risale molto probabilmente al XII secolo, almeno per quanto riguarda le murature poste a sud-est e nord-est, molto spesse e forse appartenenti all'originaria cinta del fortilizio dei marchesi Del Carretto. Lo spazio ad aula fu in seguito coperto da una massiccia volta a botte in pietrame e, nel Seicento, fu completato con l'aggiunta della campata all'ingresso e della facciata. All'esterno, al di sopra del portale d'accesso, è ancora possibile distinguere un affresco che rappresenta Nostra Signora della Neve, affiancata da un confratello battente.
L'oratorio rimase in uso fino al 1958-1960, quando si sciolse l'antica Confraternita dei Disciplinanti e lo spazio fu destinato a cinema parrocchiale. Negli anni successivi, la configurazione interna originaria venne brutalmente alterata: si persero gli arredi, le balaustre furono smontate, e il presbiterio, così come una parte della mensa dell'altare, furono demoliti, sostituiti da nuove strutture quali la platea con poltroncine, la cabina di proiezione e il palcoscenico. Dalla metà degli anni sessanta il cinema fu abbandonato e iniziò per l'edificio un progressivo degrado. Nel 2006 le superfetazioni furono completamente smantellate, lasciando il fabbricato nelle attuali condizioni di degrado.